# Saxell Jalle Bandet
Saxell Jalle Bandet, ett musikalbum av Michael Saxell och Jalle Lorensson och Bandet med Peter Antonsson, Sam Antonsson och Johan Valentin, utgivet på skivbolaget Egna händer den 11 februari 2013 . Samtliga sånger på skivan är skrivna av Michael Saxell och skivan innehåller även nyinspelningar av hans skånska sånger Om himlen och Österlen och När en flicka talar skånska. Skivan är inspelad av Anders Lindborg i Eversound Studio i Önneköp i Skåne. Även en nyinspelning av  "Mannen för dig", som Saxell skrev till Sven-Ingvars album "Byns enda blondin", som sålde guld i maj 1994,  finns med på skivan.

## Låtlista
1. Mannen för dig - 3:31
2. I motvind - 3:56
3. Jag ska köpa en hund - 2:39
4. Lätt å stå ut med - 3:40
5. Hitta hem (live i Lund) - 3:49
6. Du kan springa - 5:55
7. Skitt mjöl - 3:03
8. Göra humhum (live i Lund) - 3:06
9. När en flicka talar skånska - 3:53
10. Om himlen och Österlen - 4:04

## Medverkande musiker
- Michael Saxell - gitarr, klaviatur, sång
- Jalle Lorensson - munspel
- Peter Antonsson - gitarr, sång
- Sam Antonsson - slagverk, sång
- Johan Valentin - bas, sång